# Mayatrichia illobia
Mayatrichia illobia är en nattsländeart som beskrevs av Harris och Ralph W. Holzenthal 1990. Mayatrichia illobia ingår i släktet Mayatrichia och familjen smånattsländor. Inga underarter finns listade i Catalogue of Life.